# Charnay (Rhône)
Charnay ist eine französische Gemeinde mit 1.031 Einwohnern (Stand: 1. Januar 2022) im Département Rhône in der Region Auvergne-Rhône-Alpes. Sie gehört zum Arrondissement Villefranche-sur-Saône und zum Kanton Val d’Oingt (bis 2015: Kanton Anse). Die Einwohner werden Charnaysiens genannt.

## Geographie
Charnay liegt rund 19 Kilometer nordnordwestlich von Lyon und etwa elf Kilometer südsüdwestlich von Villefranche-sur-Saône im Weinbaugebiet Bourgogne. Umgeben wird Charnay von den Nachbargemeinden Alix im Norden, Marcy im Nordosten, Morancé im Osten, Saint-Jean-des-Vignes im Südosten, Belmont-d’Azergues im Süden, Châtillon im Westen und Südwesten sowie Bagnols und Frontenas im Nordwesten.

## Bevölkerungsentwicklung
| Jahr                       | 1962 | 1968 | 1975 | 1982 | 1990 | 1999 | 2006 | 2013 |
| Einwohner                  | 553  | 515  | 551  | 609  | 775  | 964  | 1057 | 1094 |
| Quellen: Cassini und INSEE |      |      |      |      |      |      |      |      |

## Sehenswürdigkeiten
- Kirche Saint-Christophe
- Schloss Charnay aus dem 13./14. Jahrhundert, heutiges Rathaus

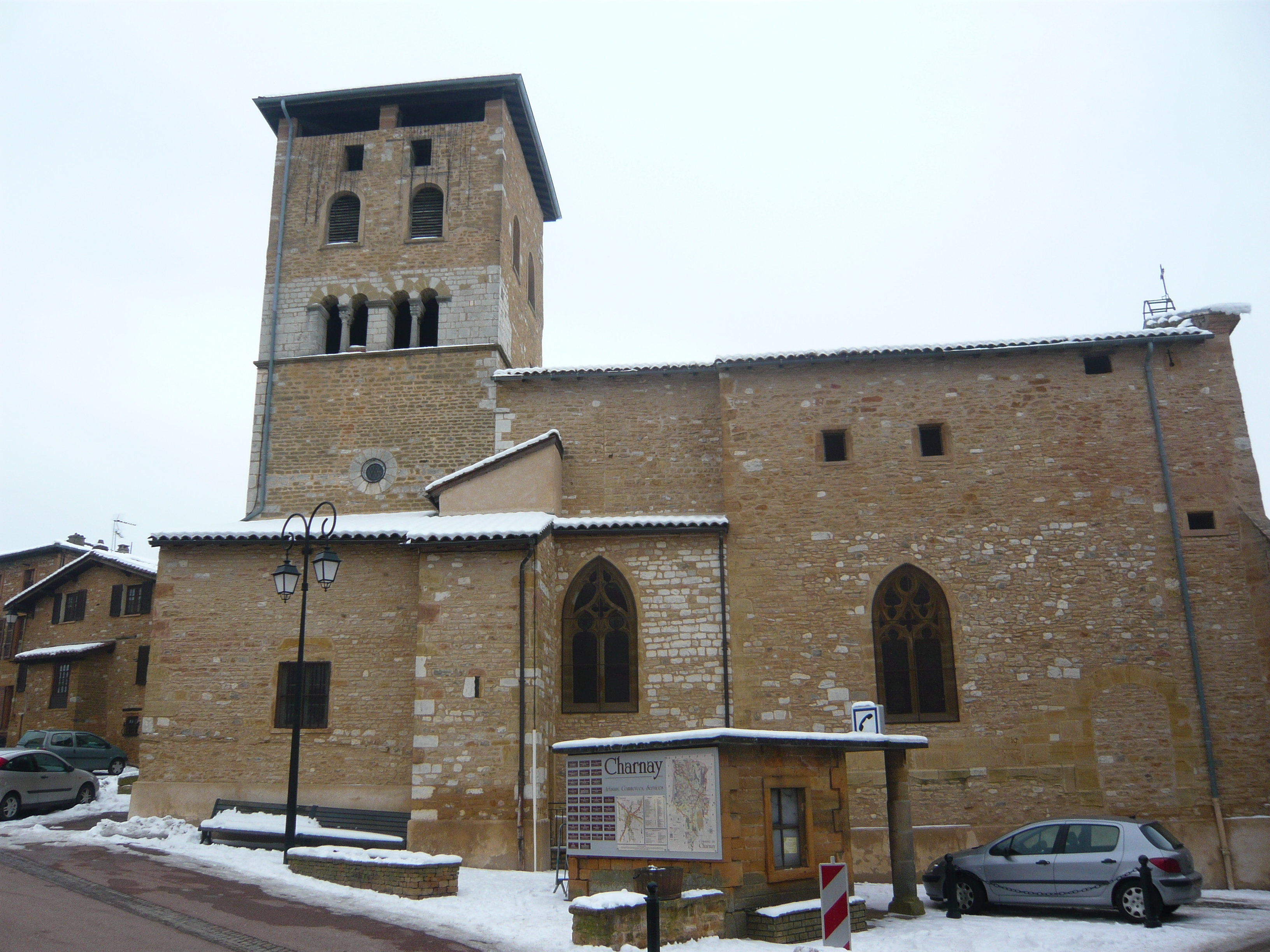
Kirche Saint-Christophe
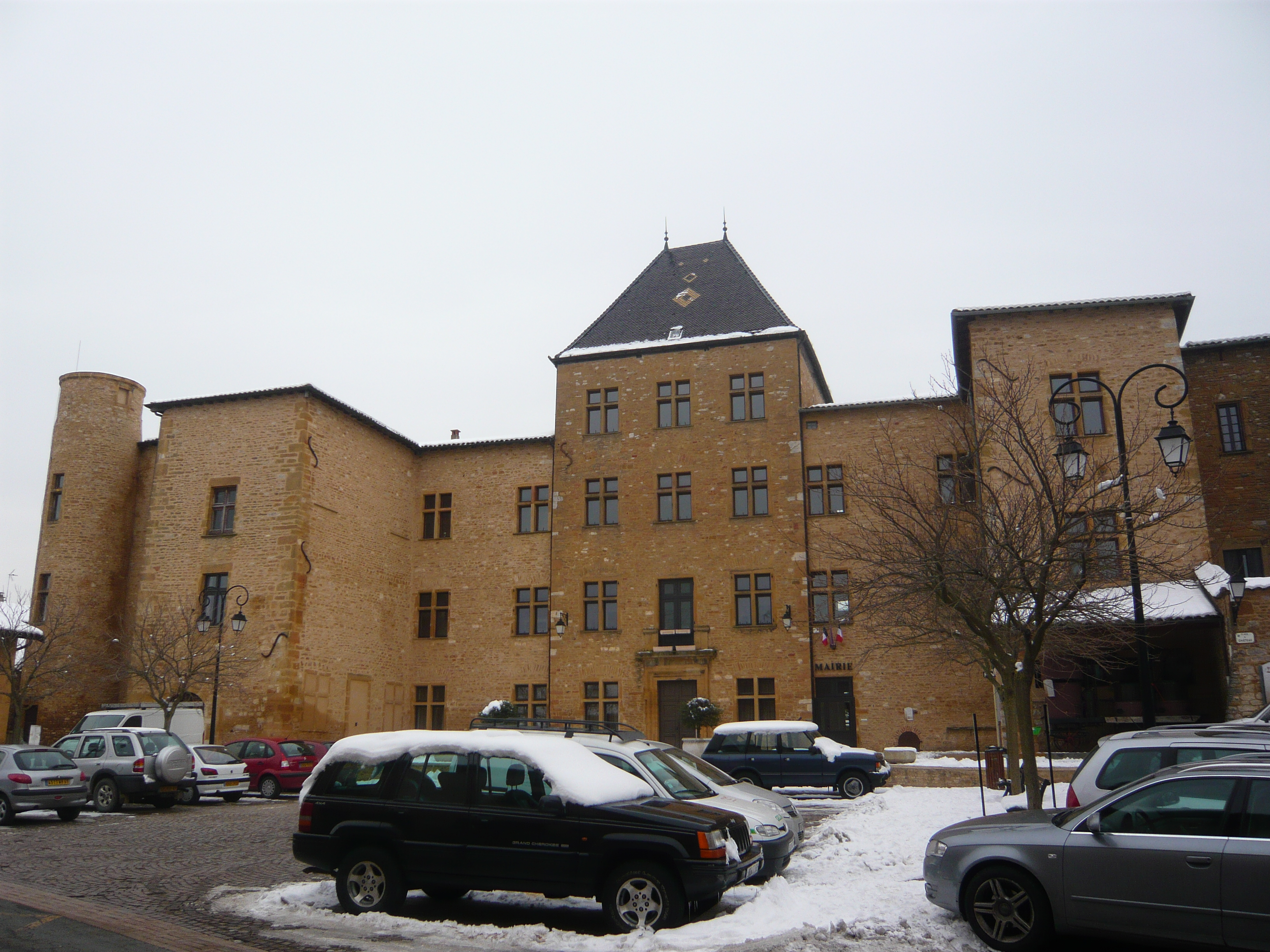
Schloss Charnay